# جاك جينينغز (لاعب كرة قدم أمريكية)
جاك جينينغز (بالإنجليزية: Jack Jennings)‏ هو لاعب كرة قدم أمريكية أمريكي، ولد في 23 فبراير 1926 في كولومبوس في الولايات المتحدة، وتوفي في 11 يونيو 1993 في روكي ريفير في الولايات المتحدة.

## وصلات خارجية
- جاك جينينغز على موقع مرجع كرة القدم المحترفة.كوم (الإنجليزية)